# Blangy-le-Château

Blangy-le-Château este o comună în departamentul Calvados, Franța. În 1 ianuarie 2022 avea o populație de 781 de locuitori.